# Wan Chai District
Wan Chai District (chinesisch 灣仔區 / 湾仔区, Pinyin Wānzǎi Qū, W.-G. Wan-Tsai Ch’ü, Jyutping Waan1zai2 Keoi1) ist einer der 18 Distrikte in Hongkong und umfasst neben dem eigentlichen Ortsteil Wan Chai (灣仔 / 湾仔,  Wānzǎi, Jyutping Waan1zai2 – „kleine Bucht“) noch einige weitere Ortsteile im Norden von Hong Kong Island. Mit 600.000 Pendlern täglich ist Wan Chai einer der wichtigsten Geschäftsbezirke in Hongkong und ist geprägt von Bürogebäuden, Hotels und einem Konferenzzentrum, ist aber auch gleichzeitig Wohngegend für 150.000 Einwohner.
Zusammen mit den beiden ihn flankierenden Distrikten Central and Western und Eastern bildet er im Norden von Hong Kong Island das Ortsgebiet der ehemaligen Victoria City. Neben dem namensgebenden Ortsteil Wan Chai gehören zum Distrikt auch Happy Valley und Teile von Causeway Bay, jedoch ohne Kellett Island und Victoria Park. Im Landinneren sind dem Distrikt die Gebiete um Mount Cameron, Mount Nicholson und Jardine's Lookout zugeordnet. Seit der britischen Kolonialzeit wurde die bebaubare Fläche durch Landgewinnung im Victoria Harbour nach und nach vergrößert. Die gesamte Fläche des Distrikts beträgt 9,96 km².

## Ortsteil Wan Chai
Der Ortsteil Wan Chai erstreckt sich von der Grenze zum Central and Western District im Westen bis etwa zur Route 1 im Osten. Anders als der Distrikt ist der Ortsteil Wan Chai keine Verwaltungseinheit und daher ohne amtliche Grenzfestsetzung. Der Geschäftsbezirk nördlich der Gloucester Road bis zum Victoria Harbour ist auch als Wan Chai North bekannt.

### Geschichte

Landgewinnung Wan Chai
Küstenlinienverschiebung im 20. Jh. (Animation)

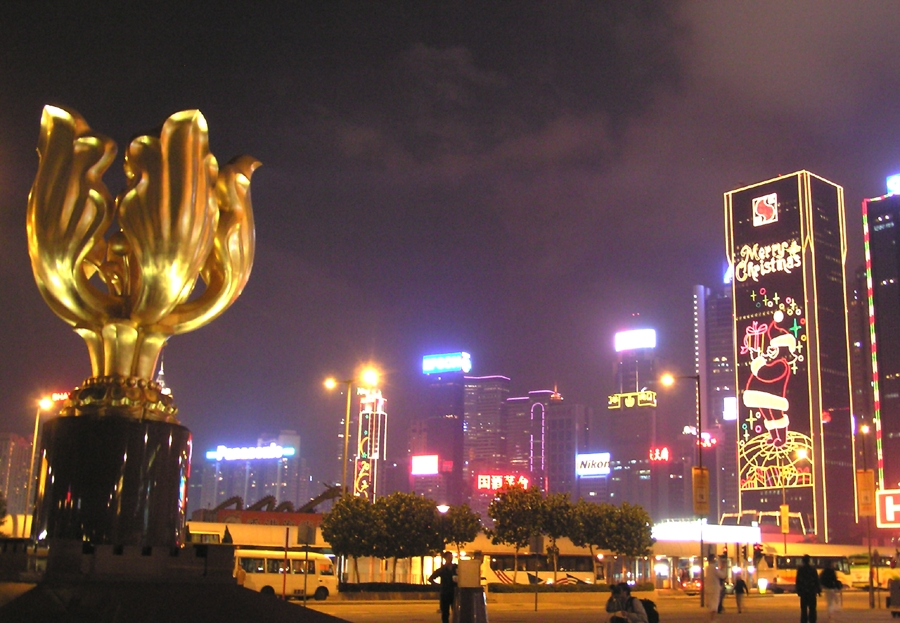
Golden Bauhinia Square, Wan Chai
HK Convention and Exhibition Centre (2004)

Wan Chai war bis zur britischen Kolonialzeit ein Fischerdorf. Der ursprüngliche Küstenverlauf befand sich knapp nördlich über der heutigen Queen’s Road East (皇后大道東). So befand sich der vermutlich 1847 erbaute Hung Shing Temple (洪聖古廟,  Hóngshèng Gǔmiào, Jyutping Hung4sing3 Gu2mui6*2) in unmittelbarer Nähe zum Wasser. 1890 nahm Hongkong Electric in Wan Chai das erste Kohlekraftwerk Hongkongs in Betrieb. Es hatte eine elektrische Leistung von 50 Kilowatt und wurde 1919 durch ein größeres Kraftwerk in der Electric Road in North Point (北角,  Běijiǎo, Jyutping Bak1gok3) abgelöst.
Anfang des 20. Jahrhunderts entstand nach Landgewinnung die Johnston Road. In den 1920er Jahren wurde im Projekt Praya East Reclamation Scheme eine etwa 35 Hektar große Fläche Land aufgeschüttet, wodurch die Hennessy Road und die Gloucester Road entstanden. Das Kap East Point, Standort der Noonday Gun, war nun in einer durchgehenden Küstenlinie integriert.
In den 1960er Jahren war Wan Chai als Rotlicht- und Vergnügungsviertel bekannt. Zur Bekanntheit trugen der 1957 erschienene Roman Suzie Wong von Richard Mason bei, wie auch die 1960 erschienene Verfilmung Die Welt der Suzie Wong. Bars und Nachtclubs in der Lockhart Road richteten sich auf die Belange der US-Armeeangehörigen ein, die sich während des Vietnamkriegs in Hongkong aufhielten.
1980 wurde an der Queen’s Road East das Hopewell Centre eröffnet. Neben der ungewöhnlichen Form als runder Wolkenkratzer war es bis zur Fertigstellung des Bank of China Tower außerdem das höchste Gebäude Hongkongs. Im selben Jahr wurde die Mehrzweckhalle Queen Elizabeth Stadium eröffnet. In einem weiteren großen Landgewinnungsprojekt entstand die Fläche von Wan Chai North, zunächst bis zur Convention Avenue und dem Wan Chai Ferry Pier. Hier befinden sich neben der 1984 gegründeten Hong Kong Academy for Performing Arts verschiedene Bürobauten. Dazu gehört auch das 1996 eröffnete Central Plaza, das für einige Jahre das höchste Gebäude Hongkongs war.
1988 wurde in Wan Chai North der erste Teil des Kongress- und Messezentrum, dem Hong Kong Convention and Exhibition Centre (HKCEC, 香港會議展覽中心, kurz 會展), fertiggestellt. Für eine 1997 eröffnete Erweiterung wurde ein in den Victoria Harbour hineinragendes Landstück aufgeschüttet. 1997 fand in dem Konferenzzentrum die Übergabezeremonie Hongkongs an die Volksrepublik China statt.
Während der Schweinegrippe-Pandemie 2009 wurden 300 Personen im Metropark Hotel an der Hennessy Road unter Quarantäne gestellt und bei einem 25-jährigen Gast H1N1 diagnostiziert.

### Sehenswürdigkeiten

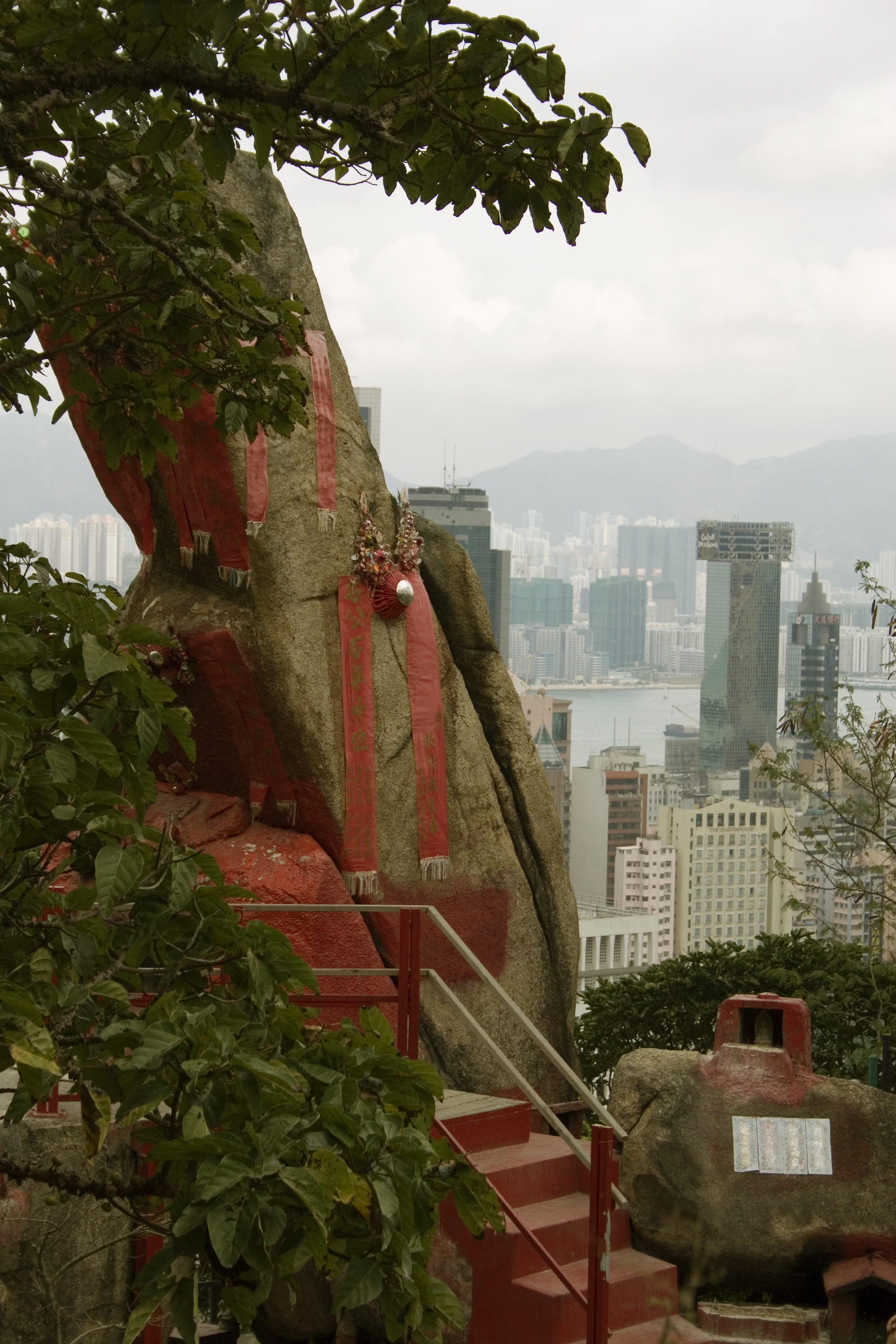
Lovers' Rock (姻緣石)
Blick über den Victoria Harbour

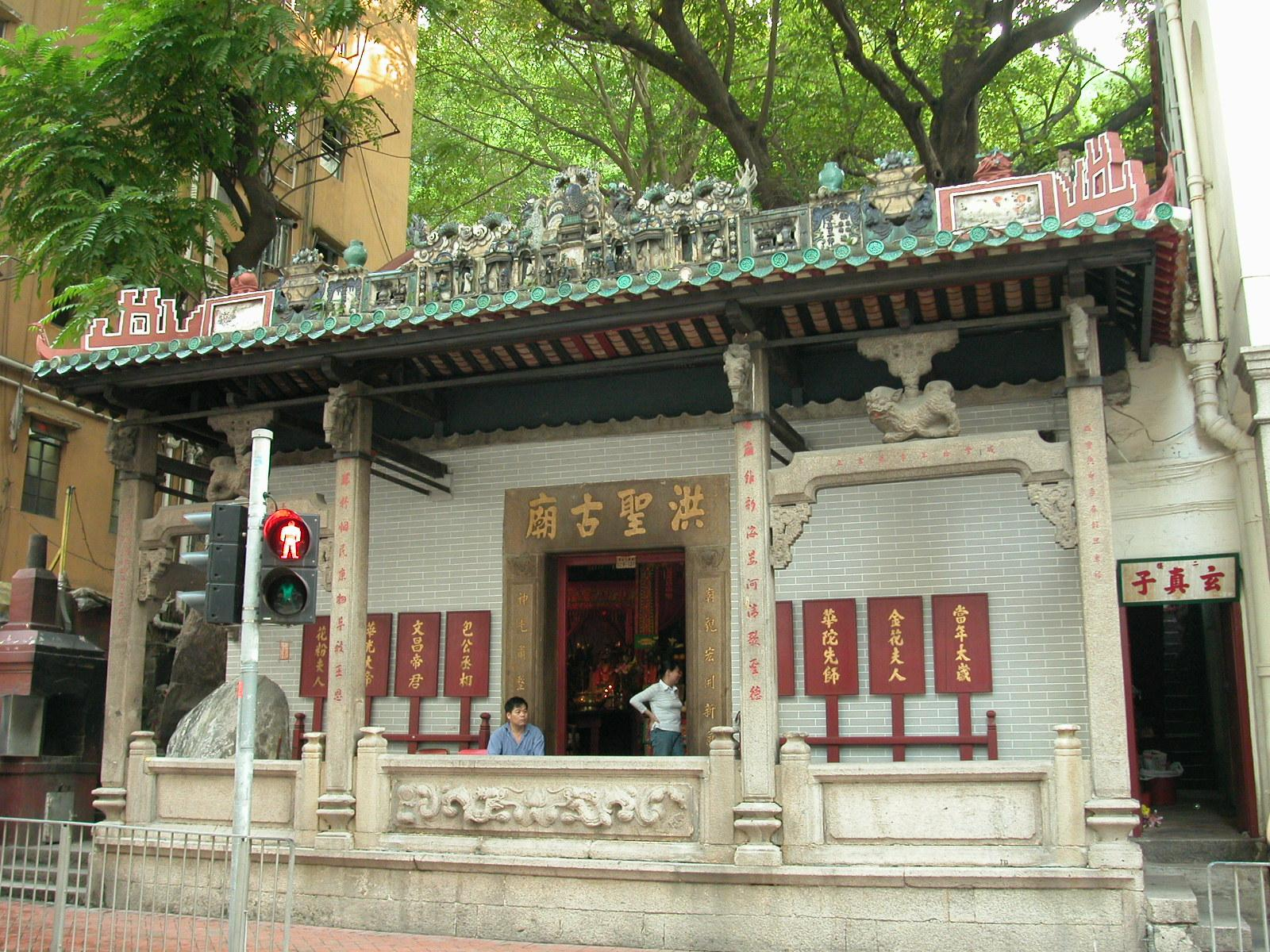
Hung Shing Temple (洪聖廟) – ein daoistischer Tempel

Der Lovers' Rock, auch Lover's Rock, also „Fels der Liebenden“ (姻緣石,  Yīnyuán Shí, Jyutping Jan1jyun4 Sek6 – „Stein des Eheglücks bzw. Fels der Fügung“), ist eine Steinformation an der Bowen Road (寶雲道). Er ist nur zu Fuß zu erreichen und beliebtes Besucherziel. Der Fels hat laut Volksmund die Kraft, jungen Paaren zum Elternglück zu verhelfen. Im Umfeld finden sich zahlreiche Gedenkstätten, kleine Altäre und Andachtsstellen.
Der Hung Shing Temple (洪聖古廟,  Hóngshèng Gǔmiào, Jyutping Hung4sing3 Gu2mui6*2), umgangssprachlich auch Tai Wong Temple (大王廟,  Dàwáng Miào, Jyutping Daai6wong4 Mui6*2) genannt, an der Queen’s Road East ist einer der ältesten Tempel auf Hong Kong Island. Die Hongkonger Regierung schätzt das Baujahr als 1847, wobei vermutet wird, dass an der Stätte zuvor schon ein Schrein bestand. Der Tempel ist klassifiziert als Grade 1 Historic Building, was einer Empfehlung entspricht, es unter Denkmalschutz zu stellen.
Weitere Sehenswürdigkeiten sind:
- Blue House (藍屋), ein viergeschossiges Mietshaus, erweitert vom ehemaligen zweigeschossiges Krankenhaus in südchinesische Tonglau-Architektur (唐樓建築) des 19. Jh. auf der Stone Nullah Lane 72–74A
- Central Plaza, ein 78-geschossiges Wolkenkratzer
- Hong Kong Convention and Exhibition Centre und Golden Bauhinia Square (金紫荊廣場)
- Hopewell Centre
- Lockhart Road, Rotlicht- und Vergnügungsbezirk aus dem Roman bzw. Verfilmung von Die Welt der Suzie Wong
- Old Wan Chai Post Office, ehemaliges Postamt aus dem Anfang des 20. Jh. auf der Queen’s Road East 221
- Southorn Playground, ein Sport- bzw. Erholungsstätte, sozialer Treffpunkt lokalen Bürger zwischen dem Johnston und Hennessy Road
- Wan Chai Market, ein Gebäude der Streamline-Moderne erbaut 1937 auf der Queen’s Road East 264
- Wedding Card Street Market auf der Lee Tung Street – existiert aufgrund der Stadterneuerung durch den Urban Renewal Authority seit 2007 nicht mehr

## Verkehr
Wan Chai ist durch die Island Line der MTR an das Streckennetz der Hong Konger U-Bahn angebunden und verfügt über zwei Stationen: Wan Chai und Causeway Bay. Die etwa 7 km lange South Island Line zur Anbindung des Southern District, welche planmäßig 2015 fertiggestellt werden sollte, ist, nach etwa einjährige Bauverzögerung, am 28. Dezember 2016 eröffnet und in Betrieb gegangen. Die Straßenbahn Hong Kong Tramways durchquert den Distrikt in Ost-West-Richtung entlang der Johnston Road und Hennessy Road. Eine Zweigstrecke fährt eine Schleife durch Happy Valley.
Fähren der Star Ferry verbinden Wan Chai mit Tsim Sha Tsui in regelmäßigem Takt.
Die Gloucester Road ist Teil der Route 4 im Schnellstraßennetz Hongkongs. In Causeway Bay befindet sich ein Anschluss an die Route 1, die durch den Cross-Harbour Tunnel nach Kowloon führt. Die seit Anfang 2011 sich im Bau befindliche 4,5 km lange Umgehungsstraße, die Central-Wan Chai Bypass, welche durch den Wan Chai North führt, soll voraussichtlich Ende 2018 bis Anfang 2019 fertiggestellt sein. Hierzu wird erneut Land im Victoria Harbour aufgeschüttet und der Standort des Wan Chai Ferry Pier weiter nach Norden verlagert.